# Trojićke (rejon podolski)
Trojićke (ukr. Троїцьке) – wieś na Ukrainie, w obwodzie odeskim, w rejonie podolskim, w hromadzie Lubasziwka. W 2024 liczyła 1951 mieszkańców.